# Noël au Québec

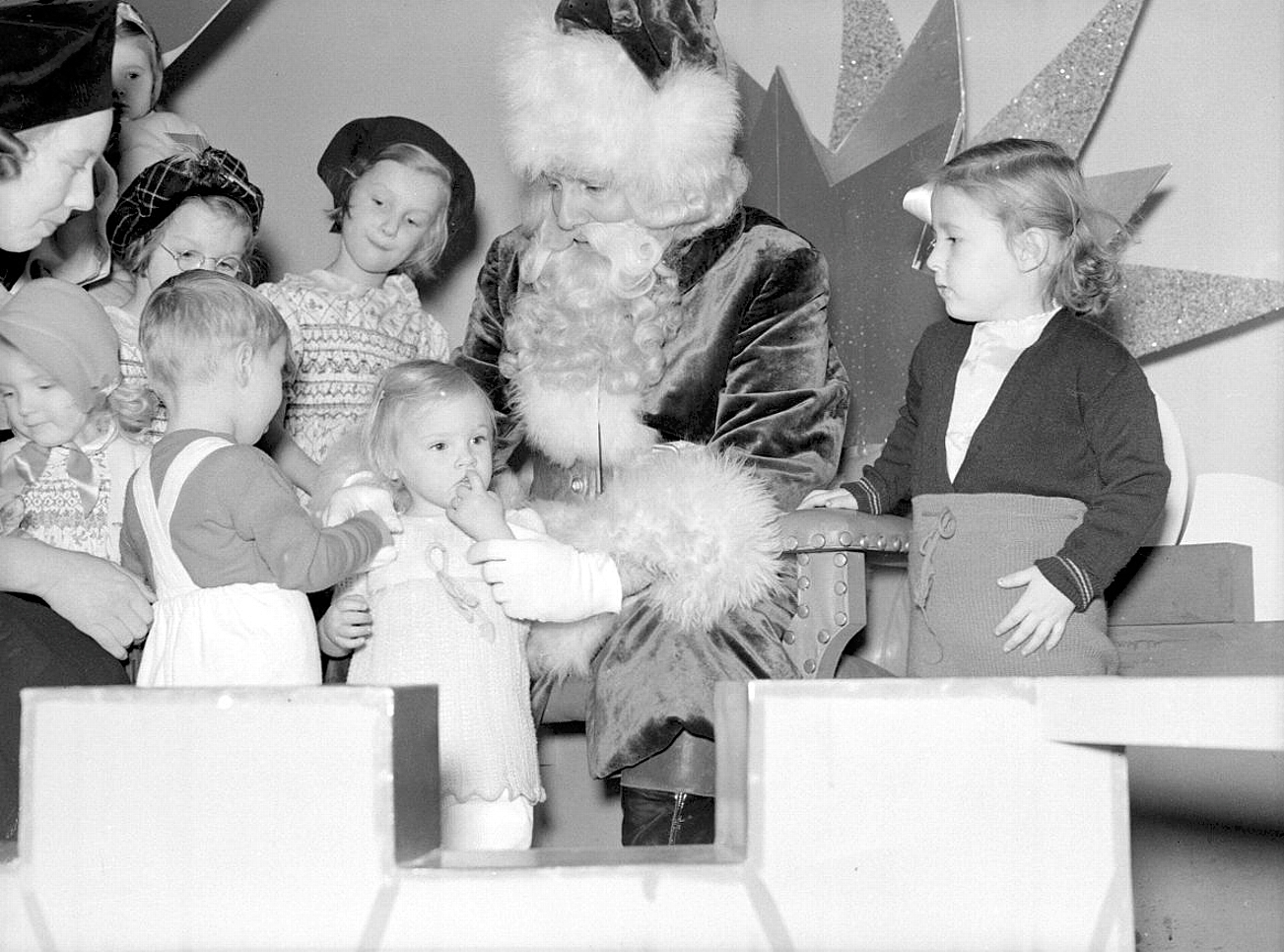
Des enfants entourant le père Noël du magasin Eaton de Montréal en 1941.

Noël au Québec est célébrée par un grand nombre de citoyens de cette province du Canada, où la plupart de ses habitants professent le catholicisme. Contrairement aux autres provinces canadiennes, le Québec a une culture distincte issue de sa nation distincte et de son histoire distincte et la langue prédominante et officielle est le français. Pour cette raison, le Québec a des coutumes uniques dans le pays.
Les traditions de Noël au Québec ont évoluées pour la plupart de traditions d'origine française, mais avec une grande contribution britannique ainsi que des États-Unis.
Pendant le temps des Fêtes, les maisons et les rues sont décorées et diverses activités sont réalisées pour la famille.

## Traditions

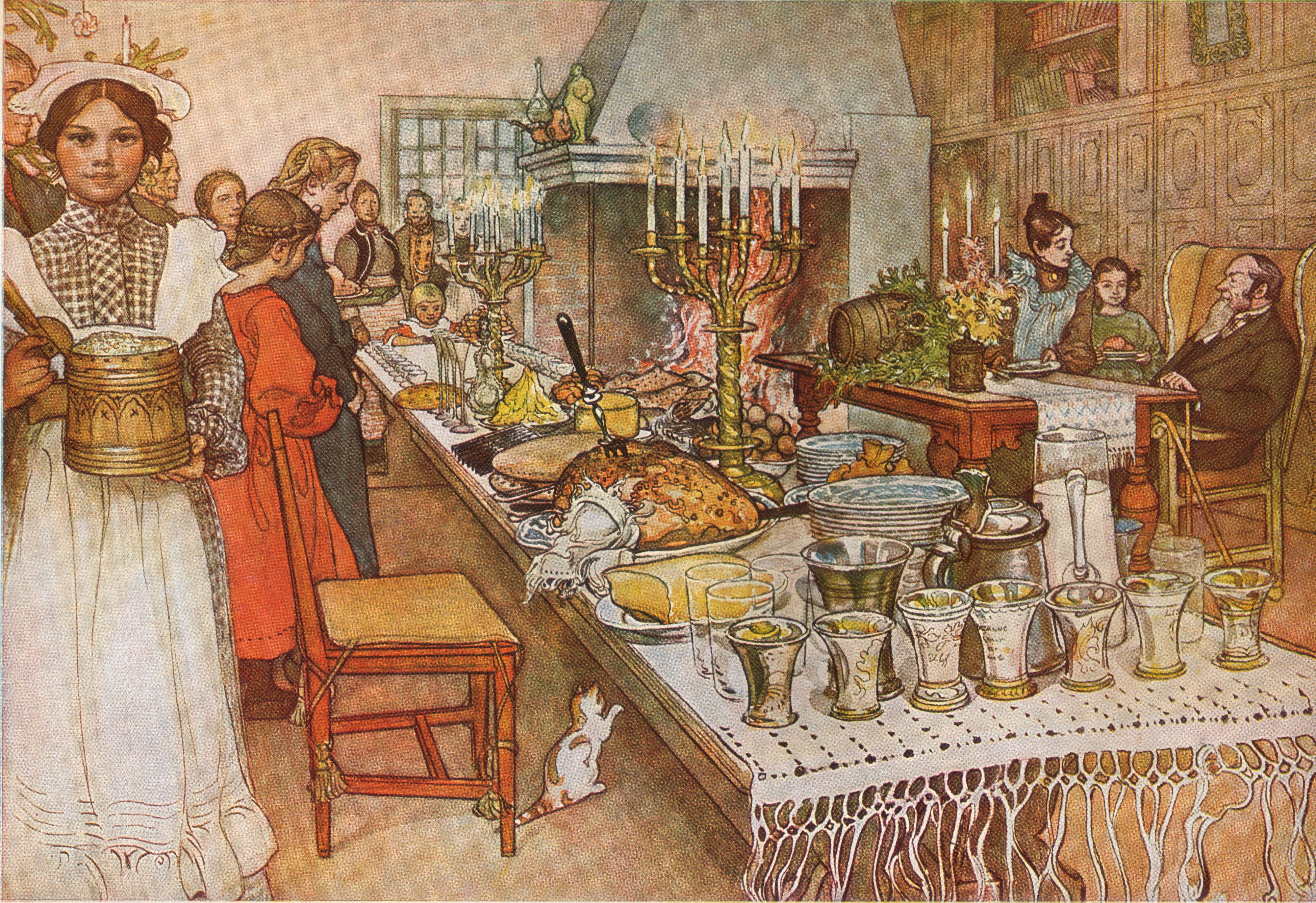
Réveillon de Noël. Tableau de Carl Larsson (1904 -1905).

Les traditions de Noël comprennent le réveillon de Noël, la venue du Père Noël et la bûche de Noël, parmi beaucoup d'autres.

### Séculières

#### Le sapin de Noël

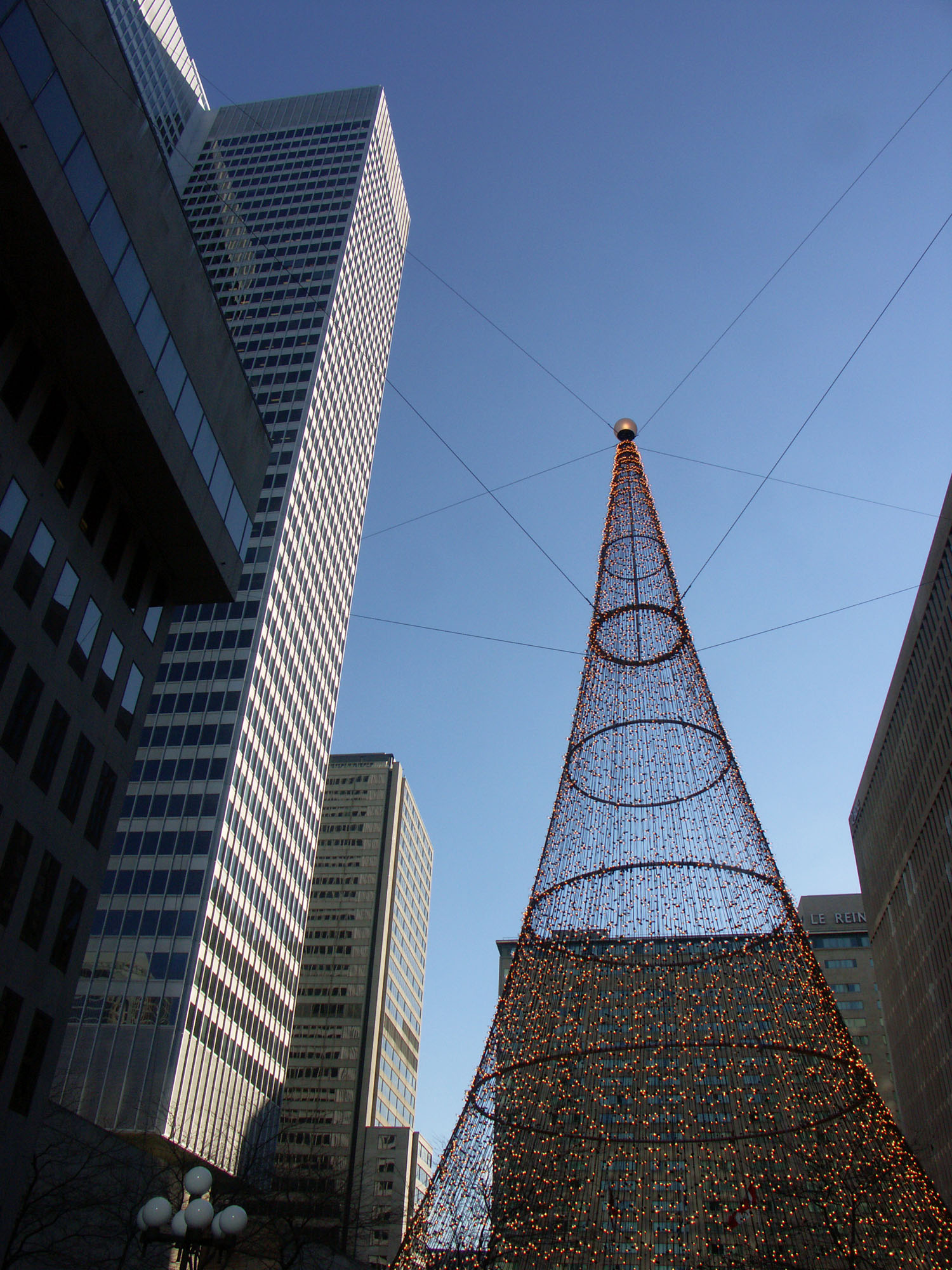
Un sapin de Noël à Montréal.

Au Québec, comme dans d'autres parties du monde, le sapin de Noël joue un rôle central en termes de décorations. 

#### Lutins de Noël
Depuis les années 2000, les lutins ont commencés à jouer un rôle certain dans la célébration québécoise de Noël, depuis qu'un grand-père de Métabetchouan–Lac-à-la-Croix, Régis Tremblay, créa une histoire pour ses petits-enfants concernant des lutins venant du Pôle nord voir les décorations de Noël après leur avoir raconté que des traces de pas d'un chat dans la neige étaient en fait des traces de pas de lutins, lutins nocturnes qui pouvaient être capturés avec des pièges contenant des galettes au chocolat comme appât, les petits-enfants découvrant des lutins (des décorations) capturés le lendemain devant être relâchés le 24 décembre, la veille de Noël, pour retourner aider le Père Noël (mais qui reviendraient l'année prochaine s'ils étaient traités avec amour). L'histoire se répandit rapidement à travers le Québec, rapidement reprise par des entreprises québécoises créant des lutins et des accessoires pour les parents souhaitant « capturer » leurs propres lutins à la surprise de leurs enfants. L'engouement et l'attachement de cette tradition au Québec est telle que des entreprises québécoises d'artisanat produisant des lutins au Québec continuent d'épuiser rapidement leurs stocks, faisant des ventes ailleurs qu'au Québec (comme au Nouveau-Brunswick ou en France), certaines, comme TrOnches, refusant même des offres de financement impliquant un transfert de la production ailleurs qu'au Québec.
Les lutins de Noël au Québec sont décrits soit comme étant des joueurs de tours, faisant différentes farces dans la maison, soit comme des accompagnateurs sages des enfants, dormant avec eux et communiquant directement pour les enfants leurs souhaits au Père Noël.

#### Douze coups de minuit
Dans la tradition québécoise, le père Noël quitte son domaine du Pôle Nord pour visiter tous les foyers de la Terre, sur les douze coups de minuit, et distribuer des cadeaux aux enfants sages[réf. souhaitée].

### Religieuses
Le 24 décembre au soir, les gens vont à la messe. Plus connue et plus ancrée dans les traditions que la messe de Pâques auprès des personnes non pratiquantes, cette célébration est celle où les églises se remplissent le plus. Dans certaines paroisses, l'équipe de pastorale organise des messes avec crèche vivante, dans laquelle des enfants jouent tous les personnages. Quelquefois, un jeune couple qui vient d'avoir un enfant peut être invité à jouer la Sainte Famille pour rendre le premier Noël avec bébé inoubliable.

## Cuisine

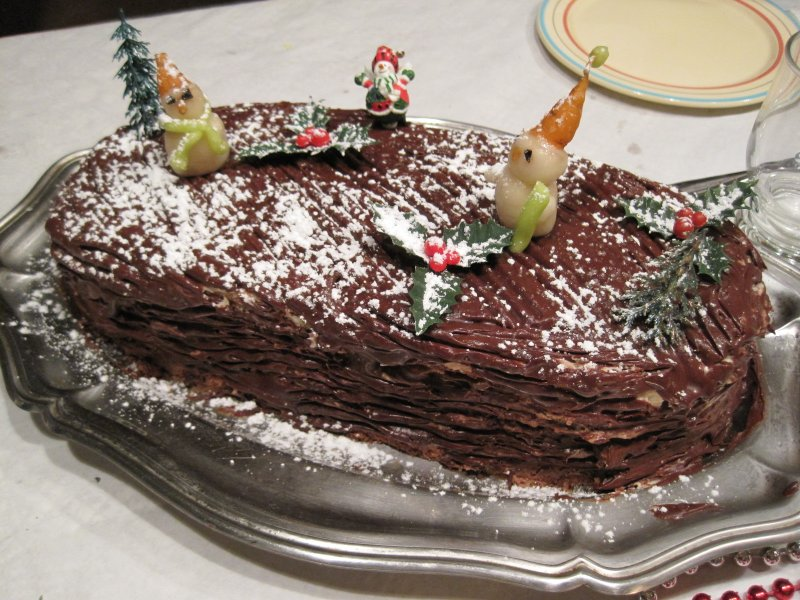
La bûche de Noël fait partie des traditions culinaires du Québec et d'autres régions francophones comme l'Acadie, la France ou la Belgique.

La cuisine du Québec pendant le temps des Fêtes est variée. La cuisine traditionnelle comprend de la dinde de Noël, de la tourtière du Lac-Saint-Jean ou du pâté à la viande, du ragoût de boulettes de viande et aux pattes de cochon ainsi que de la gelée de canneberges. Hormis la bûche, d'autres desserts entrent dans les classiques de Noël au Québec : des barres Nanaimo, du gâteau aux fruits secs, des biscuits au pain d'épices et des pets de sœurs préparés avec les restes de pâte ayant servi à la confection des pâtés à la viande. Également, certains commerces vendent encore de nos jours du plum-pudding, gâteau d'origine anglaise qui était très populaire au XIXe siècle. Avec l'influence des populations d'immigrants et avec la mode de la cuisine internationale, de nouvelles traditions s'implantent, comme la consommation de pannetone (notamment celui de la marque Gran Ducale), de chocolats Baci et de pandoro, qui sont des desserts italiens. Ils ont la cote dans les épiceries, aux côtés des sushis et autres amuse-gueules d'inspiration asiatique et méditerranéenne auprès des personnes qui souhaitent fusionner les traditions.